# Norrfjärden
Norrfjärden è una località (tätort in svedese) del comune di Piteå (contea di Norrbotten, Svezia).
Nel 2005 la popolazione era di 1.423 abitanti.